# Heineken Trophy 2000 - Qualificazioni doppio maschile
Le qualificazioni del doppio maschile dell'Heineken Trophy 2000 sono state un torneo di tennis preliminare per accedere alla fase finale della manifestazione. I vincitori dell'ultimo turno sono entrati di diritto nel tabellone principale. In caso di ritiro di uno o più giocatori aventi diritto a questi sono subentrati i lucky loser, ossia i giocatori che hanno perso nell'ultimo turno ma che avevano una classifica più alta rispetto agli altri partecipanti che avevano comunque perso nel turno finale.
Le qualificazioni del doppio del torneo Heineken Trophy 2000 prevedevano 4 coppie partecipanti di cui una è entrata nel tabellone principale.

## Teste di serie
1. Andrei Pavel /  Gabriel Trifu (Qualificati)

1. Ivan Ljubičić /  Lorenzo Manta (primo turno)

## Qualificati
1. Andrei Pavel  /   Gabriel Trifu

## Tabellone

### Legenda
| - Q = Qualificato - WC = Wild card - LL = Lucky loser | - ALT = Alternate - SE = Special Exempt - PR = Protected Ranking | - w/o = Walkover - r = Ritirato - d = Squalificato |

|  | Primo turno | Primo turno                          | Primo turno                          | Primo turno | Primo turno |  |  | Ultimo turno | Ultimo turno                         | Ultimo turno                         | Ultimo turno | Ultimo turno |  |
|  |             |                                      |                                      |             |             |  |  |              |                                      |                                      |              |              |  |
|  | 1           | Andrei Pavel Gabriel Trifu           | Andrei Pavel Gabriel Trifu           | 6           | 6           |  |  |              |                                      |                                      |              |              |  |
|  |             | Karim Alami Sander Groen             | Karim Alami Sander Groen             | 4           | 2           |  |  | 1            | Andrei Pavel Gabriel Trifu           | Andrei Pavel Gabriel Trifu           | 7            | 6            |  |
|  |             | Dennis van Scheppingen Rogier Wassen | Dennis van Scheppingen Rogier Wassen | 6           | 7           |  |  |              | Dennis van Scheppingen Rogier Wassen | Dennis van Scheppingen Rogier Wassen | 64           | 0            |  |
|  | 2           | Ivan Ljubičić Lorenzo Manta          | Ivan Ljubičić Lorenzo Manta          | 3           | 65          |  |  |              |                                      |                                      |              |              |  |